# Pēteris Juraševskis
Pēteris Juraševskis (ur. 4 kwietnia 1872, zm. 10 stycznia 1945 w Mitawie) – łotewski polityk centrowy, wielokrotny minister i szef rządu (1928).
W młodości pracował jako urzędnik w guberni kurlandzkiej, studiował w Petersburgu prawo (1900–04), później prowadził działalność adwokacką.

## Życiorys
W pierwszym gabinecie niepodległej Łotwy został ministrem sprawiedliwości (do 14 lipca 1919). Po kilku latach wrócił do rządu sprawując tę samą funkcję w rządzie Voldemārs Zāmuels (od maja do grudnia 1924 roku) oraz Karlisa Ulmanisa (grudzień 1925-styczeń 1926).
Jesienią 1925 roku po raz pierwszy wybrano go do parlamentu z listy centrystów ("Demokrātiskā Centra Partija", DCP).
W 1927 roku kandydował w wyborach prezydenckich przeciwko Gustavsowi Zemgalsowi, otrzymał jedynie poparcie ugrupowań centrowych i liberalnych.
24 stycznia 1928 roku prezydent powołał go na następcę Marģersa Skujenieksa w roli szefa rządu, którym pozostał do 30 listopada (do marca kierował również resortem finansów).